# Diváky
Diváky är en ort i Tjeckien.   Den ligger i regionen Södra Mähren, i den sydöstra delen av landet, 210 km sydost om huvudstaden Prag. Diváky ligger 227 meter över havet och antalet invånare är 468.
Terrängen runt Diváky är platt.Runt Diváky är det ganska tätbefolkat, med 100 invånare per kvadratkilometer. Närmaste större samhälle är Slavkov u Brna, 19,3 km norr om Diváky. Trakten runt Diváky består till största delen av jordbruksmark.